# آمی کینن مان
آمی کینن مان (انگلیسی: Ami Canaan Mann؛ زادهٔ ) یک کارگردان، و فیلم‌نامه‌نویس اهل ایالات متحده آمریکا است. وی از سال ۲۰۰۰ میلادی تاکنون مشغول فعالیت بوده‌است.